# ハナイカリ
ハナイカリ（花碇、学名：Halenia corniculata ）はリンドウ科ハナイカリ属の一年草または越年草 。

## 特徴
茎は直立して高さは20-60cmになり、緑色で細く4稜があり、やや分枝する。葉はごく短い葉柄があり対生する。葉身は長楕円形で先端がとがり、長さ2-6cm、幅1-2.5cmになり、縁は全縁になり、3つの主脈がはっきりと見える。
花期は8-9月。茎の先端および葉腋に集散花序をだす。花柄は細い。花冠は淡黄色でやや緑色を帯び、深く4裂し、長さ6-10mmになり、各裂片の下部は特徴的な線形の距になり、長さ3-7mmになる。萼は緑色で深く4裂し、裂片は線形でとがり、長さは花冠の半分から3分の2ほどになる。雄蕊は4個、雌蕊は1個あり、花冠の中にある。果実は紡錘形の蒴果で、花冠と同じ長さになり、熟すと2片に裂開する。種子は円形または楕円形で、表面はなめらかで、長さ1mmになる。

## 分布と生育環境
日本では、北海道、本州、四国、九州に分布し、山地帯から亜高山帯の日当たりの良い場所に生育する。世界では、朝鮮半島、中国大陸東北部、千島列島、樺太、シベリア、カムチャツカ半島、ヨーロッパ東部に分布する。

## 名前の由来
和名ハナイカリは、距がある花冠の形が船の碇に似ていることにより付けられた。属名 Halenia は、リンネの弟子でスウェーデン人のJonas Petri Halenius (1727年 - 1810年)の名からつけられた。また、種小名 corniculata は、「角（つの）にある」「小角状の」の意味）。 

## 下位分類
- ムラサキハナイカリ Halenia corniculata (L.) Cornaz f. purpurea T.Shimizu[6]

## ギャラリー
- 花冠裂片の下部は距となって四方へ広がる。
青森県八甲田山大岳 2016年8月